# Hilchenbach
Hilchenbach est une ville de Rhénanie-du-Nord-Westphalie (Allemagne), située dans l'arrondissement de Siegen-Wittgenstein, dans le district d'Arnsberg, dans le Landschaftsverband de Westphalie-Lippe.

## Personnalités liées à la ville
- Johann Heinrich Jung-Stilling (1740-1817), écrivain né à Grund.
- Ernst Biberstein (1899-1986), pasteur né à Hilchenbach.
- Robert Ochsenfeld (1901-1993), physicien né et mort à Helberhausen.
- Rolf Agop (1908-1998), chef d'orchestre mort à Hilchenbach.